# Franklin County (Nebraska)
Franklin County is een county in de Amerikaanse staat Nebraska.
De county heeft een landoppervlakte van 1.492 km² en telt 3.574 inwoners (volkstelling 2000). De hoofdplaats is Franklin.

## Bevolkingsontwikkeling

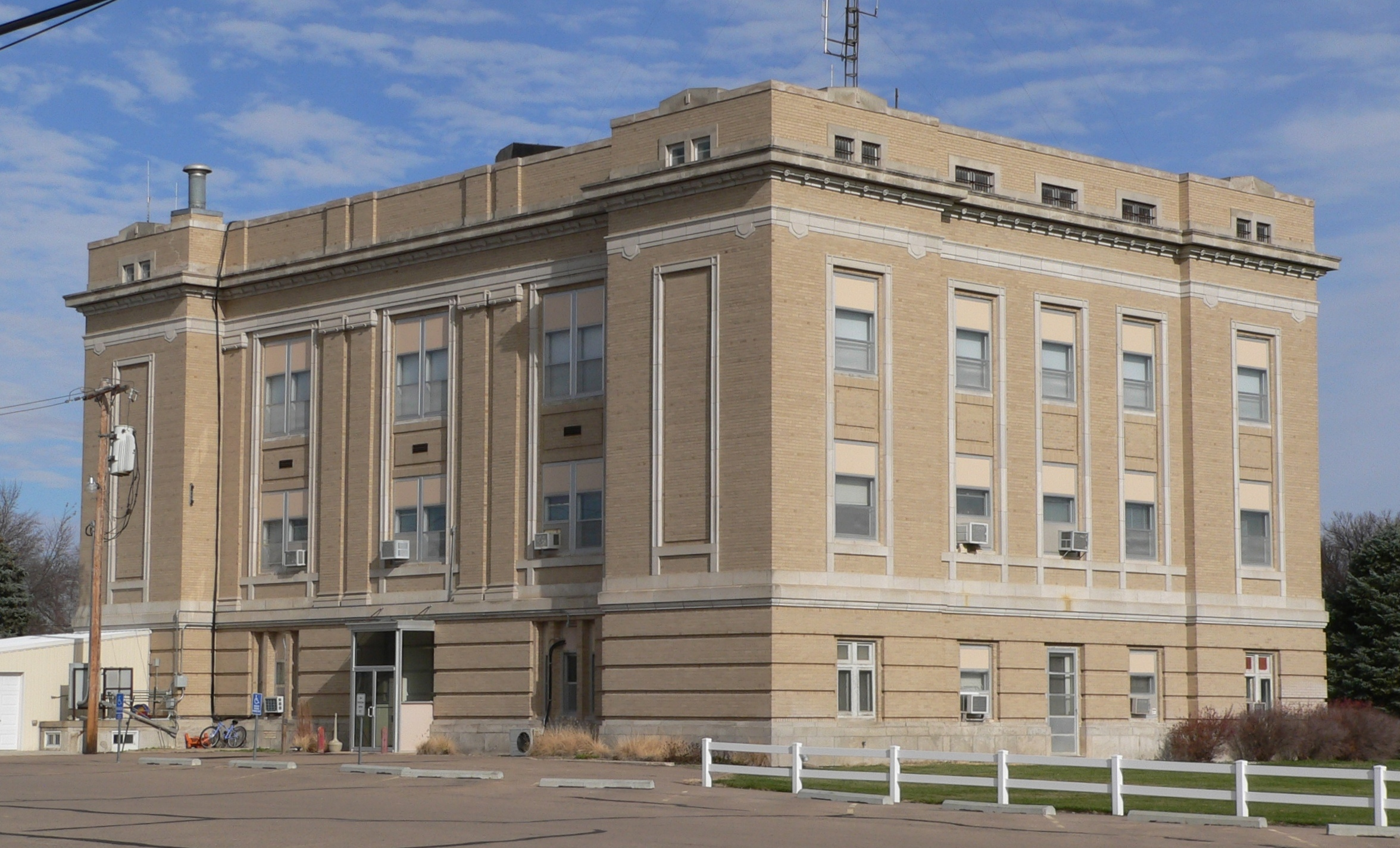
Franklin County Courthouse